# Schwedisches Schwarzhuhn
Das Schwedische Schwarzhuhn oder Bohus-Dal Schwarzhuhn ist eine Hühnerrasse aus Schweden und Norwegen, welches durch eine Hyperpigmentierung komplett schwarz ist. Die Rasse wurde laut Überlieferung durch holländische Seefahrer eingeführt. Eine Verwandtschaft mit dem indonesischen Ayam cemani wird daher allgemein angenommen.

## Merkmale
Die Rasse ist auffallend klein. Federn, Schnabel, Beine, Haut, Pupillen und Kamm sind komplett schwarz sowie Fleisch und Knochen. Das durchschnittliche Gewicht beträgt 2 Kilogramm bei Hähnen und 1,5 Kilogramm bei Hennen. Die Eier des Bohus-Dal wiegen zwischen 38 und 48 Gramm.